# Mykola Petro Lutschok

Bischofswappen von Mykola Petro Luchok

Mykola Petro Lutschok OP (ukrainisch Микола Петро Лучок; * 26. März 1974 in Mukatschewo, Ukrainische SSR) ist ein ukrainischer Ordensgeistlicher und ernannter römisch-katholischer Bischof von Mukatschewe.

## Leben
Mykola Petro Lutschok trat 1994 der Ordensgemeinschaft der Dominikaner bei und legte 2000 die ewige Profess ab. Nach dem Studium der Philosophie und Katholischen Theologie in Krakau empfing er am 24. Juni 2003 das Sakrament der Priesterweihe. Anschließend war Lutschok als Seelsorger in Jalta, Sankt Petersburg, Tschortkiw, Lwiw und Chmelnyzkyj tätig, bevor er im Juli 2018 Superior der Dominikanerkommunität in Lwiw wurde.
Am 11. November 2019 ernannte ihn Papst Franziskus zum Titularbischof von Giru Marcelli und zum Weihbischof in Mukatschewe. Papst Franziskus bestellte ihn am 28. Januar 2022 zum Apostolischen Administrator des vakanten Bistums Mukatschewe.
Am 7. Oktober 2023 ernannte ihn Papst Franziskus zum Bischof von Mukatschewe.